# 沃爾德馬 (利珀親王)
沃爾德馬（德語：Günther Friedrich Woldemar，1824年4月18日—1895年3月20日），利珀親王，1875年至1895年在位。

## 生平
沃爾德馬的妻子是巴登大公卡爾·腓特烈的孫女索菲公主，兩人於1858年結婚。由於沃爾德馬和索菲沒有子女，沃爾德馬死後將由弟弟亞歷山大繼承。然而亞歷山大患有精神疾病，因此沃爾德馬指定紹姆堡-利珀的阿道夫作為亞歷山大的攝政。此舉遭到利珀-比斯特費爾德伯爵恩斯特二世反對，恩斯特認為自己所屬的比斯特費爾德系比阿道夫所屬的紹姆堡系更有資格作為攝政。在薩克森國王的調解下，恩斯特於1897年獲得利珀親王國的攝政權。